# Yeniköy, İslahiye
Yeniköy là một xã thuộc huyện İslahiye, tỉnh Gaziantep, Thổ Nhĩ Kỳ. Dân số thời điểm năm 2011 là 199 người.